# OUR HOUSE
『OUR HOUSE』（アワーハウス）は、2016年4月17日から6月12日まで毎週日曜日21:00 - 21:54に、フジテレビ系で放送されていた日本のテレビドラマ。野島伸司脚本によるホームドラマで、芦田愛菜とシャーロット・ケイト・フォックスのダブル主演。
本作からフジテレビ系列日曜夜9時枠の連続ドラマが2010年から2013年まで放送の『ドラマチック・サンデー』以来、3年ぶりに復活となった。

## 企画・制作
芦田は2011年放送のドラマ『マルモのおきて』と、2012年放送のドラマ『ビューティフルレイン』に次いで3度目となる同枠でのフジテレビドラマ出演となった。シャーロットはNHK連続テレビ小説『マッサン』以来の連続ドラマ出演で、民放連続ドラマは初主演。
芦田と寺田心の野島作品出演は日本テレビ系『明日、ママがいない』以来2年ぶり、山本耕史はフジテレビ系『ひとつ屋根の下』以来19年ぶりとなる。

## あらすじ
東京・世田谷のとある住宅街にある7人家族・伴家。4人兄弟の2番目の長女・桜子は、半年前に母・蓉子が病死してから、家事全般を一手に引き受け、“鬼軍曹”さながらの厳しい言動で家族を取り仕切っていた。
そんなある日、父・奏太が、仕事先のアメリカで出会ったアメリカ人女性のアリス・シェパードを新しい母親として連れ帰ってきた。

## キャスト

### 伴家
伴 桜子（ばん さくらこ）
演 - 芦田愛菜
本作の主人公。伴家の長女で中学1年生。母･蓉子を病気で亡くして以来、母に代わって家事と学業をこなし、てきぱきとした口調で家族を仕切る。父親の再婚に反対で、アリスを追い出すべく周りを巻き込んで画策する。普段は毒舌でアリスにも家族にも厳しい口調だが、度々訪問していた引きこもりの同級生と恋に落ち、失恋した時には声を上げて泣く等ピュアな面もある。アリスと離れて暮らす父親と対面したことを機に、雪解けが生じるがその後現れた母親のいとこで瓜二つの女性の口車に乗せられ、再び毒を吐いてしまう。しかしその後家に戻ってほしいと懇願し、再び和解する。
アリス・シェパード
演 - シャーロット・ケイト・フォックス
本作のもう一人の主人公。奏太の内縁の妻。アメリカ人女性であり美女。家族の悩みを解決すべく奮闘する。国に帰れない事情がある。最後に１番山だった桜子と分かり合えた時は幸せな気持ちになったが、その後蓉子のいとこで瓜二つの女性が子供達と奏太を洗脳し始めたことで居場所を失い、丈治の店に身を寄せるようになり、頑として戻らないと言い張る。しかしその後和解し、再び伴家で楽しく過ごす。
伴 奏太（ばん そうた）
演 - 山本耕史
伴家の大黒柱で桜子たちの父。サックス演奏者。夜仕事をしているため昼間は家にいる。病床で蓉子に新しい母親を子供達に、と頼まれ交際零日で再婚（それを知った義弟の丈治からは鉄拳制裁を見舞われることになった）。能天気な性格だが桜子が初恋の相手を家に連れて来た時には批判的だった。蓉子に瓜二つの女性が現れた時にはネットカフェに逃げたり、一緒について行く約束をする等軽率な面も多い。しかし最後には伴家に戻る。
伴 光太郎（ばん こうたろう）
演 - 加藤清史郎
伴家の長男で中学3年生。父親に似てピアノが得意。イケメンでモテるがマザコン故に誰とも付き合う気がない。いつも一線を引いて家族を見ていて、気の強い桜子には何も言えない。幼い兄弟の面倒をよく見ている。再婚には反対も賛成もしない。リアクションが薄いが、桜子の初恋の相手がひとしきりに家族をバカにした挙げ句桜子に「僕がいるんだからいいじゃないか」と言った際には「妹に触るな」と言う等男らしさも見せる。熟女好き。
伴 新太郎（ばん しんたろう）
演 - 寺田心
伴家の次男で小学2年生。逆子で蓉子の中で1番の難産だった。桜子につけられたあだ名は「肉じゃが」。１番早くアリスに懐く。父親と兄がもてるのに対し自分はモテないことに劣等感を抱いている。クラスの美女を好きになり、アリスの協力もあって仲良くなる。次女の桃子とは仲が良く行動を共にし2人でよく遊んだりしているなど無邪気で純真な少年である。
伴 桃子（ばん ももこ）
演 - 松田芹香
伴家の次女で幼稚園の年長組。「よく噛んで」が口癖。美女だが女の子らしくない。次男の新太郎とは仲が良く行動を共にしている。キャラ弁を機にアリスと仲良くなる。
赤尾 琴音（あかお ことね）
演 - 松下由樹
桜子たちの伯母で奏太の姉。救命救急医。夫の不倫により出戻っているが、策略を張り巡らせて慰謝料を取ろうとしている。しかしそれが失敗に終わり、離婚届を突きつけられている。
赤尾 拓真（あかお たくま）
演 - 高山善廣
琴音の夫。救急救命士。琴音を愛しているが若い看護師に誘惑され、琴音に勘違いされていることから疎遠になっている。その後、それが琴音の罠だったと知り、看護師と協力して仲のいいところを見せつけようとする。しかし最後には和解する。
伴 蓉子（ばん ようこ）
演 - 渡辺舞
桜子たちの母で奏太の妻。半年前に病気により他界（満34歳没）。人妻で子持ちでありながら身ぎれいで大和撫子のように優しい聖母マリアのような母だった。
三上 丈治（みかみ じょうじ）
演 - 塚本高史
蓉子の弟。桜子たちの叔父で、焼き鳥屋を経営している。バツイチ。奏太の分別のない行動（社会通念上早すぎる再婚をしたこと）に腹をたてて、桜子の案内で奏太が演奏するライブハウスに乗り込んで奏太に鉄拳制裁を見舞った。妻と息子がいるが、育児ノイローゼになった妻が理由で離婚しており、息子にも会えていない。その後前妻と息子は新しい男性と家庭を作った。
伴 奏一郎（ばん そういちろう）
演 - 橋爪功
桜子たちの祖父。家庭内の揉め事の緩衝剤になっている。
劇中では語りも担当している。

### その他
鏡 准一（かがみ じゅんいち）
演 - 犬飼貴丈
桜子のクラス担任。「無理だから!」が口癖。
大川 多美
演 - 西本まりん
桜子のクラスメイトで友人。いつも眼鏡をかけている。
早川 南（はやかわ みなみ）
演 - 藤本泉
琴音が勤務する病院の看護師。琴音の指示に従い、拓真に対して不倫を持ちかける。
須磨 省吾
演 - 濱田龍臣
桜子のクラスメイト。ある事情から自宅で引きこもりになっている。2年間不登校だったので小学校時代は光太郎と同級生でクラスメイトだった。自分を度々訪ねて来てくれた桜子に好意を持ち、付き合うが桜子の努力を反古にする家族へ反発の気持ちを伝えたところ、喧嘩になってしまう。翌日引っ越し、転校したため桜子とはけんか別れのようになってしまう。
須磨 百合子
演 - 矢田亜希子
省吾の母親。いつもお洒落な服装に身を包んでいる。省吾を訪ねて来る桜子をもてなすが、仕事で海外にいることが多い夫は長らく家を開けている。その後、省吾に「パパはもう戻って来ない」と諭され、引っ越しを決意する。
三浦 和美
演 - 岡田奈々
桃子が通う幼稚園の園長。
星野 葵
演 - 渡辺舞（2役）
蓉子と丈治の従妹。蓉子と瓜二つ。中学時代、奏太が自分の中学へ指導に来たことで好意を持つ。蓉子の死を聞き、伴家に来て皆のママになると宣言し、言葉巧みに子どもたちと奏太を洗脳する。パリに自分の店を持っており、店を畳むつもりもなく、奏太をパリに連れて行くつもりだった。しかし最後には愛想を尽かされ、1人でパリに向かう。

### ゲスト

#### 第4話
仁科 栞
演 - 前田亜季
丈治の元妻。息子を出産してからは育児ノイローゼに掛かっていた。母親よりも女になりたかった女性。大学の工学部教授と再婚が決まっている。
仁科 竜治
演 - 五十嵐陽向
丈治の息子。
仁科 清
演 - やべけんじ
栞の恋人。大学教授。自分は元妻が母になったとき女性としてみられなくなり離婚した。

#### 第7話
貴子
演 - 美保純
アリスの父のパートナー。
アリスの父
演 - イアン・ムーア

#### 第8話
田辺 琢磨
演 - 本宮泰風
琴音の元カレ（「国境なき医師団」所属）。

## スタッフ
- 脚本 - 野島伸司
- 音楽 - 橋本しん
- 主題歌 - オフコース「愛を止めないで」[6]（ユニバーサル ミュージック）
- プロデュース - 太田大、高田雄貴
- 演出 - 永山耕三、澤田鎌作、加藤裕将

## 放送日
| 各話                                                           | 放送日  | サブタイトル                                    | 演出     | 視聴率 |
| -------------------------------------------------------------- | ------- | ----------------------------------------------- | -------- | ------ |
| 第1話                                                          | 4月17日 | 仕切り屋長女と新米アメリカンママが一つ屋根の下! | 永山耕三 | 4.8%   |
| 第2話                                                          | 4月24日 | ママに逢いたい…！涙の叫び…不登校次男を救え!     | 永山耕三 | 5.0%   |
| 第3話                                                          | 5月01日 | 誰にも言えない…!モテ長男の秘密の恋              | 加藤裕将 | 4.0%   |
| 第4話                                                          | 5月08日 | さらば愛しき息子よ 一人ぼっちの父の涙           | 加藤裕将 | 3.8%   |
| 第5話                                                          | 5月15日 | 母の死の真相                                    | 澤田鎌作 | 5.4%   |
| 第6話                                                          | 5月22日 | 初恋に狂った日                                  | 澤田鎌作 | 6.1%   |
| 第7話                                                          | 5月29日 | さよなら､アリス                                 | 野田悠介 | 4.2%   |
| 第8話                                                          | 6月05日 | 生き還ったママ                                  | 加藤裕将 | 3.9%   |
| 最終話                                                         | 6月12日 | 今夜奇跡の最終回！ひとりぼっちの花嫁            | 永山耕三 | 3.3%   |
| 平均視聴率 4.51%（視聴率はビデオリサーチ調べ、関東地区・世帯） |         |                                                 |          |        |